# 대구시 북구·서구
대구시 북구·서구는 대한민국의 옛 국회의원 선거구이다. 당시 경상북도 대구시 북구와 서구 지역을 관할했다.

## 역사
1963년 1월, 대구시에 구제가 실시되었다. 이에 제6대 국회의원 선거를 앞두고 북구와 서구 지역을 함께 관할하는 대구시 북구·서구 선거구가 신설되었다.
제8대 국회의원 선거를 앞두고 북구와 서구가 각각 단독 선거구인 대구시 북구와 대구시 서구 선거구를 구성하게 됨에 따라 폐지되었다.

## 역대 국회의원
| 선거   | 정당 | 정당       | 의원   |
| ------ | ---- | ---------- | ------ |
| 1963년 |      | 민주공화당 | 김종환 |
| 1967년 |      | 신민당     | 조일환 |

## 역대 선거 결과

### 대한민국 제6대 국회의원 선거
|  | 43.68% |

|  | 24.04% |

|  | 22.96% |

|  | 3.75% |

|  | 3.20% |

|  | 2.34% |

### 대한민국 제7대 국회의원 선거
|  | 45.02% |

|  | 42.93% |

|  | 9.51% |

|  | 1.34% |

|  | 1.18% |